# Janův Hrad

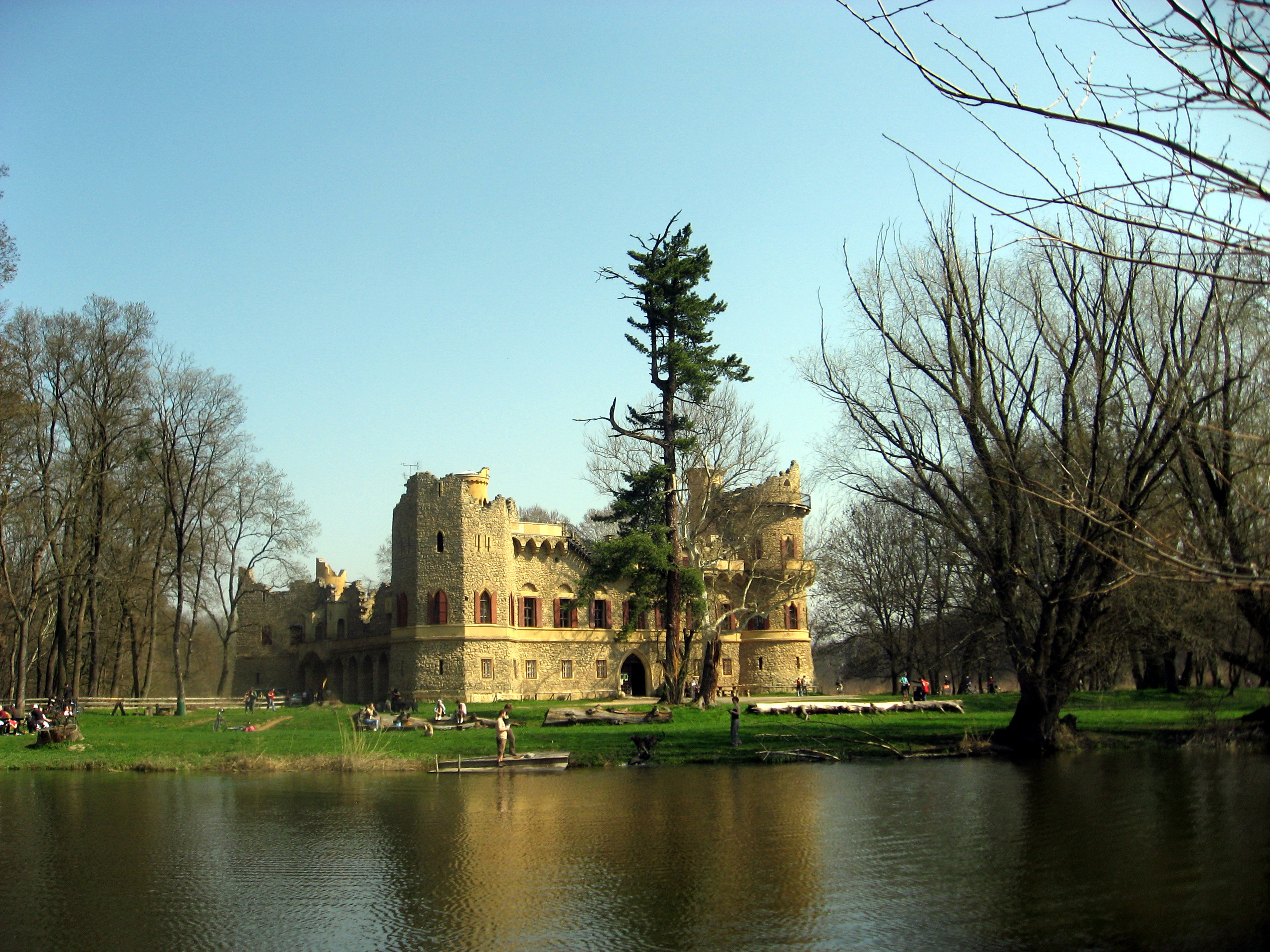
Hauptfront an der Thaya

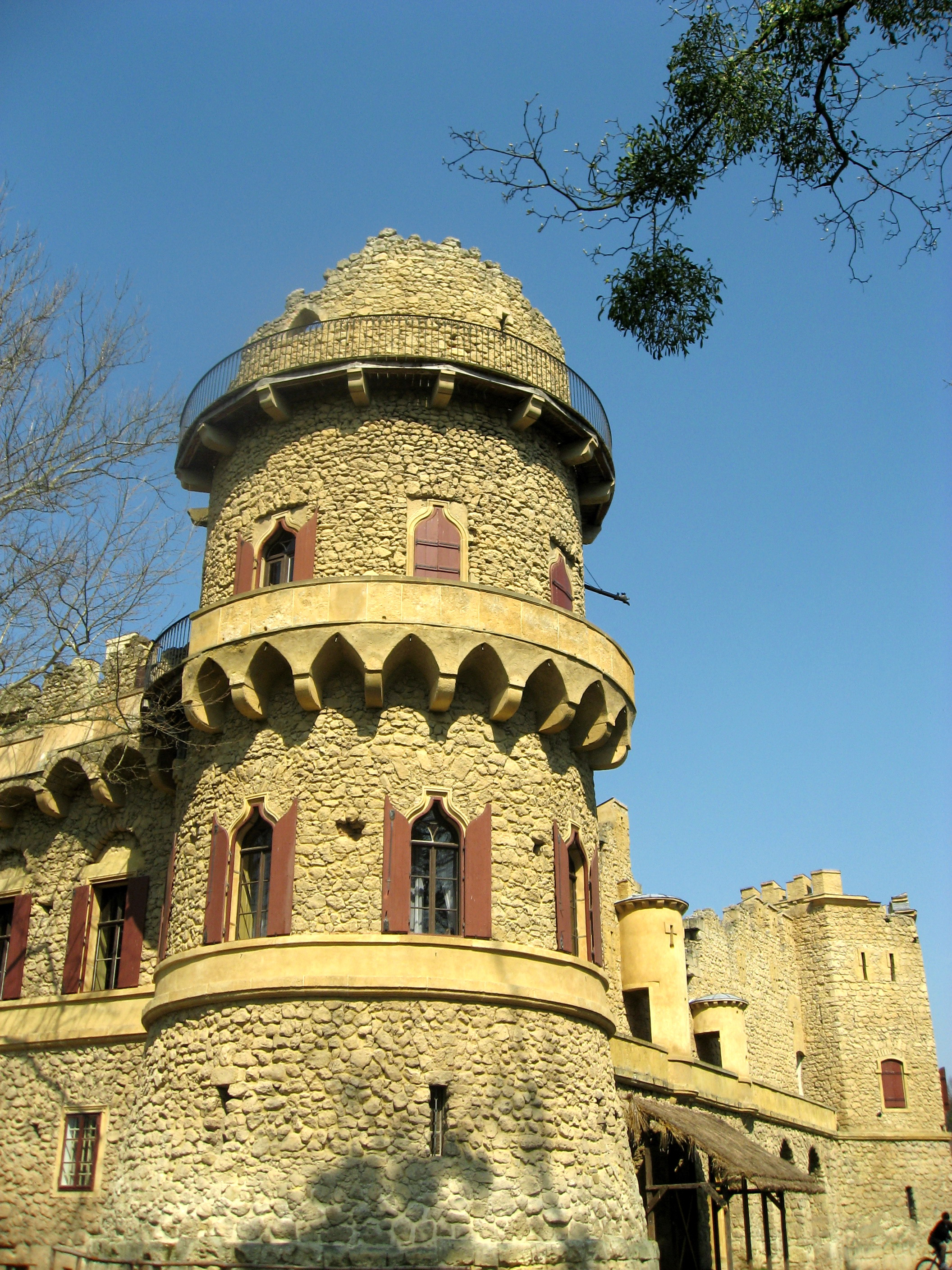
Der runde Turm

Die künstliche Ruine Janův Hrad (deutsch: Hansenburg) im Park des Schlosses Lednice (deutsch: Eisgrub) ist ein Staffagebau im UNESCO-Welterbe Kulturlandschaft Lednice-Valtice in Tschechien.

## Geografische Lage
Die Hansenburg befindet sich am linken Ufer der Thaya und damit außerhalb der Grenze des Schlossparks. Die „Ruine“ bildete das Ende der östlichen Allee des Jagdsterns des zum Schloss gehörenden Wildgeheges. Der Stern bestand aus acht Alleen und Sichtschneisen, von denen jede an ihrem Ende einen solchen optischen Bezugspunkt erhielt.

## Bauwerk
Die Gründung des Bauwerks war aufgrund des sumpfigen Untergrundes in der Nähe zur Thaya sehr aufwändig. Die „Burganlage“ hat einen quadratischen Grundriss mit vier Ecktürmen. Mauern und Türme wurden überwiegend in Bruchsteinen errichtet, nur die Gewände sind steinmetzmäßig bearbeitet. Alles blieb unverputzt, um den Ruinencharakter und das vermeintlich hohe Alter zu betonen. Drei Tore führen heute in den Innenhof. Eines dieser Tore und die Hofseitige Treppe sind spätere Ergänzungen aus dem 19. Jahrhundert.
Nur eine Seite des Quadrats nimmt ein Gebäude ein, das durch jeweils einen in den Grundriss einbezogenen Eckturm flankiert wird. Im Erdgeschoss dieses Hauptgebäudes wurde die Wohnung des Revierjägers und eine Kanzlei eingerichtet. Im ersten Stock befinden sich ein Rittersaal und zwei Damensalons. Der Rittersaal ist mit neugotischer Illusionsmalerei geschmückt.
Die vier Türme sind auf völlig unterschiedlichen Grundrissen gestaltet: Jeweils einer ist vier-, sechs- und achteckig und einer rund. Die Erdgeschosse der beiden hinteren Türme wurden als Stall für die Jagdpferde und als Hundezwinger genutzt.

## Geschichte
Bereits im Jahr 1800 wurde von Fürst Johann I. Josef von Liechtenstein eine kleinere künstliche Burgruine in seiner niederösterreichischen Besitzung in Loosdorf (Gemeinde Fallbach) errichtet, die Ruine Hanselburg.
Die Hansenburg wurde ab 1801 von seinem Bruder, Fürst Alois I. von Liechtenstein, in Auftrag gegeben. Die Pläne stammten von dem Architekten Joseph Hardtmuth. Nach dem Tod des Fürsten Alois I. 1805 ließ sein Bruder, Johann I. Josef, den Bau fortsetzen, der 1808 fertig gestellt wurde – allerdings in einer gegenüber der ursprünglichen Planung reduzierten Form. Benannt wurde sie nach Johann I. von Liechtenstein, der um 1370 Eisgrub erwerben konnte.
Bis etwa 1813 wurde die Hansenburg als Ausgangs- und Endpunkt für Jagden genutzt, bevor diese Funktion auf den Dianatempel bei Schloss Feldsberg überging.
Im Zweiten Weltkrieg gab es Brandschäden im Obergeschoss und die Steinbrücke von 1855 wurde zerstört. 1955 bis 1961 wurden die Schäden behoben.